# 2013 w lekkoatletyce
2013 w lekkoatletyce – prezentacja sezonu 2013 w lekkoatletyce
Najważniejszą imprezą sezonu były rozegrane w połowie sierpnia mistrzostwa świata w Moskwie. Od 10 maja do 6 września na stadionach Azji, Ameryki Północnej oraz Europy rozgrywanych było czternaście prestiżowych mityngów lekkoatletycznych, czyli Samsung Diamentowa Liga IAAF.

## Zawody międzynarodowe

### Światowe
| Zawody                                    | Miejsce       | Data           | Źródło |
| ----------------------------------------- | ------------- | -------------- | ------ |
| Mistrzostwa świata                        | Moskwa        | 10–18 sierpnia | [ 1 ]  |
| Mistrzostwa świata juniorów młodszych     | Donieck       | 10–14 lipca    | [ 2 ]  |
| Mistrzostwa świata w biegach przełajowych | Bydgoszcz     | 24 marca       | [ 3 ]  |
| Uniwersjada                               | Kazań         | 6–17 lipca     | [ 4 ]  |
| Mistrzostwa świata w biegach górskich     | Krynica-Zdrój | 8 września     | [ 5 ]  |
| Gimnazjada                                | Brasília      |                | [ 6 ]  |

### Międzykontynentalne
| Zawody                               | Miejsce  | Data           | Źródło |
| ------------------------------------ | -------- | -------------- | ------ |
| Igrzyska śródziemnomorskie           | Mersin   | 20–30 czerwca  |        |
| Mistrzostwa panamerykańskie juniorów | Medellín | 23–25 sierpnia | [ 7 ]  |
| Igrzyska frankofońskie               | Nicea    | 6–15 września  |        |
| Island Games                         | Bermudy  |                |        |

### Kontynentalne

#### Afryka
| Zawody                                 | Miejsce      | Data                   | Źródło      |
| -------------------------------------- | ------------ | ---------------------- | ----------- |
| Mistrzostwa Afryki juniorów młodszych  | Warri        | 28–31 marca            | [ 8 ] [ 9 ] |
| Mistrzostwa Afryki w chodzie sportowym | Bambous      | 19 kwietnia            | [ 10 ]      |
| Mistrzostwa w wielobojach              | Mauritius    | 6–7 kwietnia           | [ 11 ]      |
| Mistrzostwa Afryki juniorów            | Johannesburg | 29 sierpnia–1 września | [ 12 ]      |

#### Ameryka Północna, Południowa i Karaiby
| Zawody                                                 | Miejsce       | Data                | Źródło        |
| ------------------------------------------------------ | ------------- | ------------------- | ------------- |
| Mistrzostwa NACAC w biegach przełajowych               | Mandeville    | 26 stycznia         | [ 13 ] [ 14 ] |
| Panamerykański puchar w chodzie sportowym              | Lima          | 16–17 lutego        | [ 15 ]        |
| Mistrzostwa Ameryki Południowej w biegach przełajowych | Concordia     | 24 lutego           | [ 16 ]        |
| Igrzyska Ameryki Środkowej                             | San José      | 3–17 marca          | [ 17 ] [ 18 ] |
| CARIFTA Games                                          | Nassau        | 28 marca–1 kwietnia | [ 19 ]        |
| Mistrzostwa panamerykańskie w wielobojach              | Ottawa        | 1–2 czerwca         | [ 20 ]        |
| Mistrzostwa Ameryki Środkowej                          | Managua       | 21–23 czerwca       | [ 21 ]        |
| Mistrzostwa Ameryki Południowej                        | Cali          | 5–7 lipca           | [ 22 ]        |
| Mistrzostwa Ameryki Środkowej i Karaibów               | Port-of-Spain | 12–14 lipca         | [ 23 ]        |
| Mistrzostwa Ameryki Południowej w maratonie            | Buenos Aires  | 6 października      | [ 15 ]        |
| Mistrzostwa Ameryki Południowej juniorów               | Resistencia   | 18–20 października  | [ 16 ]        |
| Igrzyska boliwaryjskie                                 | Trujillo      | 26–29 listopada     | [ 24 ]        |

#### Australia i Oceania
| Zawody                                    | Miejsce | Data        | Źródło |
| ----------------------------------------- | ------- | ----------- | ------ |
| Mistrzostwa Australii i Oceanii w chodzie | Hobart  | 24 lutego   | [ 25 ] |
| Mistrzostwa Oceanii                       | Papeete | 3–5 czerwca | [ 26 ] |

#### Azja
| Zawody                                      | Miejsce   | Data              | Źródło        |
| ------------------------------------------- | --------- | ----------------- | ------------- |
| Igrzyska Azji Południowej                   | Delhi     | 13–21 lutego      | [ 27 ]        |
| Mistrzostwa Azji w maratonie                | Hongkong  | 24 lutego         | [ 27 ]        |
| Mistrzostwa Azji w chodzie sportowym        | Nomi      | 10 marca          | [ 28 ] [ 29 ] |
| Mistrzostwa Rady Współpracy Zatoki Perskiej | Doha      | 8–10 kwietnia     | [ 30 ]        |
| Mistrzostwa panarabskie                     | Doha      | 21–24 kwietnia    | [ 31 ]        |
| Mistrzostwa Azji                            | Ćennaj    | 3–7 lipca         | [ 27 ]        |
| Azjatyckie igrzyska młodzieży               | Nankin    | 16–24 sierpnia    |               |
| Igrzyska Azji Wschodniej                    | Tiencin   | 6–15 października | [ 27 ]        |
| Igrzyska Azji Południowo-Wschodniej         | Naypyidaw | 11–22 grudnia     | [ 27 ]        |

#### Europa
| Zawody                                    | Miejsce                                                                           | Data                | Źródło                      |
| ----------------------------------------- | --------------------------------------------------------------------------------- | ------------------- | --------------------------- |
| Halowe mistrzostwa Europy                 | Göteborg                                                                          | 1–3 marca           | [ 32 ]                      |
| Drużynowe mistrzostwa Europy              | Gateshead (Superliga) Dublin (I liga) Kowno (II liga) Bańska Bystrzyca (III liga) | 22–23 czerwca       | [ 33 ] [ 34 ] [ 35 ] [ 36 ] |
| Mistrzostwa Europy juniorów               | Rieti                                                                             | 18–21 lipca         | [ 37 ]                      |
| Młodzieżowe mistrzostwa Europy            | Tampere                                                                           | 11–14 lipca         | [ 38 ]                      |
| Mistrzostwa Europy w biegach przełajowych | Belgrad                                                                           | 8 grudnia           | [ 39 ]                      |
| Puchar Europy w wielobojach               | Tallinn (Superliga) Nottwil (I liga) Ribeira Brava (II liga)                      | 29–30 czerwca       | [ 40 ]                      |
| Zimowy puchar Europy w rzutach            | Castellón de la Plana                                                             | 16–17 marca         | [ 41 ]                      |
| Puchar Europy w biegu na 10 000 metrów    | Prawec                                                                            | 8 czerwca           | [ 42 ]                      |
| Puchar Europy w chodzie sportowym         | Dudince                                                                           | 19 maja             | [ 43 ]                      |
| Olimpijski festiwal młodzieży Europy      | Utrecht                                                                           | 15–19 lipca         | [ 44 ]                      |
| Igrzyska małych państw Europy             | Luksemburg                                                                        | 28 maja – 1 czerwca |                             |
| Halowe mistrzostwa krajów bałkańskich     | Stambuł                                                                           | 23 lutego           | [ 45 ]                      |
| Mistrzostwa krajów bałkańskich            | Stara Zagora                                                                      | 27–28 lipca         | [ 46 ]                      |

### Mistrzostwa krajowe
| Kraj                 | Zawody                                    | Miejsce       | Data           | Źródło |
| -------------------- | ----------------------------------------- | ------------- | -------------- | ------ |
| Bahamy               | Mistrzostwa Bahamów                       | Nassau        | 21–22 czerwca  | [ 47 ] |
| Barbados             | Mistrzostwa Barbadosu                     | Bridgetown    | 21–23 czerwca  | [ 48 ] |
| Bośnia i Hercegowina | Mistrzostwa Bośni i Hercegowiny           | Zenica        | 8–9 czerwca    | [ 49 ] |
| Brazylia             | Mistrzostwa Brazylii                      | São Paulo     | 6–9 czerwca    | [ 50 ] |
| Francja              | Halowe mistrzostwa Francji                | Aubière       | 16–17 lutego   | [ 51 ] |
| Hiszpania            | Mistrzostwa Hiszpanii                     | Alcobendas    | 27–28 lipca    | [ 52 ] |
| Grecja               | Mistrzostwa Grecji                        | Ateny         | 20–21 lipca    | [ 53 ] |
| Jamajka              | Mistrzostwa Jamajki                       | Kingston      | 20–23 czerwca  | [ 54 ] |
| Kanada               | Mistrzostwa Kanady                        | Moncton       | 20–23 czerwca  | [ 55 ] |
| Kanada               | Mistrzostwa Kanady w biegach przełajowych | Vancouver     | 30 listopada   | [ 56 ] |
| Polska               | Halowe mistrzostwa Polski seniorów        | Spała         | 16–17 lutego   | [ 57 ] |
| Polska               | Mistrzostwa Polski seniorów               | Toruń         | 19–21 lipca    | [ 58 ] |
| Portugalia           | Mistrzostwa Portugalii                    | Leiria        | 27–28 lipca    | [ 59 ] |
| Południowa Afryka    | Mistrzostwa Republiki Południowej Afryki  | Stellenbosch  | 12–13 kwietnia | [ 60 ] |
| Stany Zjednoczone    | Mistrzostwa Stanów Zjednoczonych          | Des Moines    | 20–23 czerwca  | [ 61 ] |
| Trynidad i Tobago    | Mistrzostwa Trynidadu i Tobago            | Port-of-Spain | 21–23 czerwca  | [ 62 ] |
| Węgry                | Mistrzostwa Węgier                        | Budapeszt     | 26–28 lipca    | [ 63 ] |
| Wielka Brytania      | Halowe mistrzostwa Wielkiej Brytanii      | Sheffield     | 9–10 lutego    | [ 64 ] |

### Mityngi lekkoatletyczne
- Osobny artykuł: Diamentowa Liga 2013.

## Rekordy

### Rekordy świata

#### Hala

##### Mężczyźni
| Konkurencja | Zawodnik | Reprezentacja | Rezultat | Miejsce | Data |
| ----------- | -------- | ------------- | -------- | ------- | ---- |

##### Kobiety
| Konkurencja                   | Zawodnik      | Reprezentacja     | Rezultat | Miejsce     | Data        |
| ----------------------------- | ------------- | ----------------- | -------- | ----------- | ----------- |
| Bieg na 2000 m z przeszkodami | Marija Bykowa | Rosja             | 6:05,29  | Biełgorod   | 22 stycznia |
| Skok o tyczce                 | Jennifer Suhr | Stany Zjednoczone | 5,02     | Albuquerque | 2 marca     |

#### Stadion

##### Mężczyźni
| Konkurencja   | Zawodnik                 | Reprezentacja | Rezultat | Miejsce | Data        |
| ------------- | ------------------------ | ------------- | -------- | ------- | ----------- |
| Bieg na 500 m | Oreste Rodríguez         | Kuba          | 59,32    | Hawana  | 5 lutego    |
| Maraton       | Wilson Kipsang Kiprotich | Kenia         | 2:03:23  | Berlin  | 29 września |

##### Kobiety
| Konkurencja                     | Zawodnik                                           | Reprezentacja     | Rezultat | Miejsce     | Data       |
| ------------------------------- | -------------------------------------------------- | ----------------- | -------- | ----------- | ---------- |
| Sztafeta 4 x 100 m przez płotki | Nia Ali Kristi Castlin Yvette Lewis Queen Harrison | Stany Zjednoczone | 50,78    | Gainesville | 6 kwietnia |
| Bieg na 150 m                   | Allyson Felix                                      | Stany Zjednoczone | 16,32    | Manchester  | 25 maja    |
| Bieg na 200 m przez płotki      | Perri Shakes-Drayton                               | Wielka Brytania   | 25,74    | Manchester  | 25 maja    |
| Bieg na 300 m przez płotki      | Zuzana Hejnová                                     | Czechy            | 38,16    | Cheb        | 3 sierpnia |

### Rekordy kontynentów

#### Afryka

##### Hala

###### Mężczyźni
| Konkurencja | Zawodnik | Reprezentacja | Rezultat | Miejsce | Data |
| ----------- | -------- | ------------- | -------- | ------- | ---- |

###### Kobiety
| Konkurencja   | Zawodnik      | Reprezentacja | Rezultat | Miejsce      | Data      |
| ------------- | ------------- | ------------- | -------- | ------------ | --------- |
| Bieg na 200 m | Regina George | Nigeria       | 23,00    | Fayetteville | 23 lutego |

##### Stadion

###### Mężczyźni
| Konkurencja   | Zawodnik                 | Reprezentacja     | Rezultat  | Miejsce | Data        |
| ------------- | ------------------------ | ----------------- | --------- | ------- | ----------- |
| Dziesięciobój | Willem Coertzen          | Południowa Afryka | 8343 pkt. | Moskwa  | 11 sierpnia |
| Maraton       | Wilson Kipsang Kiprotich | Kenia             | 2:03:23   | Berlin  | 29 września |

###### Kobiety
| Konkurencja   | Zawodnik          | Reprezentacja | Rezultat | Miejsce | Data     |
| ------------- | ----------------- | ------------- | -------- | ------- | -------- |
| Bieg na 100 m | Blessing Okagbare | Nigeria       | 10,86    | Londyn  | 27 lipca |
| Bieg na 100 m | Blessing Okagbare | Nigeria       | 10,79    | Londyn  | 27 lipca |

#### Ameryka Południowa

##### Hala

###### Mężczyźni
| Konkurencja    | Zawodnik            | Reprezentacja | Rezultat | Miejsce            | Data        |
| -------------- | ------------------- | ------------- | -------- | ------------------ | ----------- |
| Skok o tyczce  | Augusto de Oliveira | Brazylia      | 5,66     | São Caetano do Sul | 16 lutego   |
| Skok o tyczce  | Fábio da Silva      | Brazylia      | 5,70     | São Caetano do Sul | 23 lutego   |
| Skok o tyczce  | Augusto de Oliveira | Brazylia      | 5,71     | São Caetano do Sul | 2 marca     |
| Pchnięcie kulą | Germán Lauro        | Argentyna     | 20,53    | Zurych             | 28 sierpnia |

###### Kobiety
| Konkurencja               | Zawodnik        | Reprezentacja | Rezultat  | Miejsce | Data     |
| ------------------------- | --------------- | ------------- | --------- | ------- | -------- |
| Pięciobój lekkoatletyczny | Vanessa Spínola | Brazylia      | 4261 pkt. | Tallinn | 2 lutego |

##### Stadion

###### Mężczyźni
| Konkurencja    | Zawodnik            | Reprezentacja | Rezultat  | Miejsce             | Data       |
| -------------- | ------------------- | ------------- | --------- | ------------------- | ---------- |
| Pchnięcie kulą | Germán Lauro        | Argentyna     | 21,26     | Doha                | 10 maja    |
| Skok o tyczce  | Augusto de Oliveira | Brazylia      | 5,81      | Uberlândia          | 16 maja    |
| Dziesięciobój  | Carlos Chinin       | Brazylia      | 8393 pkt. | São Paulo           | 8 czerwca  |
| Skok o tyczce  | Augusto de Oliveira | Brazylia      | 5,82      | Hof                 | 22 czerwca |
| Skok o tyczce  | Thiago Braz         | Brazylia      | 5,83      | Cartagena de Indias | 5 lipca    |

###### Kobiety
| Konkurencja        | Zawodnik                                                                | Reprezentacja | Rezultat | Miejsce    | Data        |
| ------------------ | ----------------------------------------------------------------------- | ------------- | -------- | ---------- | ----------- |
| Bieg na 100 m      | Franciela Krasucki                                                      | Brazylia      | 11,15    | São Paulos | 6 kwietnia  |
| Bieg na 100 m      | Ana Cláudia Silva                                                       | Brazylia      | 11,13    | Campinas   | 4 maja      |
| Bieg na 100 m      | Ana Cláudia Silva                                                       | Brazylia      | 11,05    | Belém      | 12 maja     |
| Sztafeta 4 x 100 m | Evelyn dos Santos Ana Cláudia Silva Franciela Krasucki Rosângela Santos | Brazylia      | 42,29    | Moskwa     | 18 sierpnia |

#### Ameryka Północna

##### Hala

###### Mężczyźni
| Konkurencja    | Zawodnik      | Reprezentacja     | Rezultat | Miejsce   | Data        |
| -------------- | ------------- | ----------------- | -------- | --------- | ----------- |
| Bieg na 600 m  | Duane Solomon | Stany Zjednoczone | 1:15,70  | Glasgow   | 26 stycznia |
| Bieg na 600 m  | Erik Sowinski | Stany Zjednoczone | 1:15,61  | Nowy Jork | 16 lutego   |
| Bieg na 2 mile | Bernard Lagat | Stany Zjednoczone | 8:09,49  | Nowy Jork | 16 lutego   |
| Bieg na 3000 m | Galen Rupp    | Stany Zjednoczone | 7:30,16  | Sztokholm | 21 lutego   |
| Bieg na 5000 m | Lopez Lomong  | Stany Zjednoczone | 13:07,00 | Nowy Jork | 1 marca     |

###### Kobiety
| Konkurencja   | Zawodnik       | Reprezentacja     | Rezultat | Miejsce     | Data      |
| ------------- | -------------- | ----------------- | -------- | ----------- | --------- |
| Bieg na 600 m | Alysia Johnson | Stany Zjednoczone | 1:23,59  | Nowy Jork   | 16 lutego |
| Skok o tyczce | Jennifer Suhr  | Stany Zjednoczone | 5,02     | Albuquerque | 2 marca   |

##### Stadion

###### Mężczyźni
| Konkurencja   | Zawodnik         | Reprezentacja | Rezultat | Miejsce | Data     |
| ------------- | ---------------- | ------------- | -------- | ------- | -------- |
| Bieg na 500 m | Oreste Rodríguez | Kuba          | 59,32    | Hawana  | 5 lutego |
| Chód na 50 km | Erick Barrondo   | Gwatemala     | 3:41,09  | Dudince | 23 marca |

###### Kobiety
| Konkurencja                     | Zawodnik                                           | Reprezentacja     | Rezultat | Miejsce     | Data       |
| ------------------------------- | -------------------------------------------------- | ----------------- | -------- | ----------- | ---------- |
| Bieg na 2000 m z przeszkodami   | Bridget Franek                                     | Stany Zjednoczone | 6:19,02  | Eugene      | 16 marca   |
| Sztafeta 4 x 100 m przez płotki | Nia Ali Kristi Castlin Yvette Lewis Queen Harrison | Stany Zjednoczone | 50,78    | Gainseville | 6 kwietnia |
| Chód na 20 km                   | Mirna Ortiz                                        | Gwatemala         | 1:28:31  | Rio Maior   | 6 kwietnia |
| Bieg na 150 m                   | Allyson Felix                                      | Stany Zjednoczone | 16,32    | Manchester  | 25 maja    |
| Bieg na 100 m przez płotki      | Brianna Rollins                                    | Stany Zjednoczone | 12,26    | Des Moines  | 22 czerwca |

#### Australia i Oceania

##### Hala

###### Mężczyźni
| Konkurencja | Zawodnik | Reprezentacja | Rezultat | Miejsce | Data |
| ----------- | -------- | ------------- | -------- | ------- | ---- |

###### Kobiety
| Konkurencja    | Zawodnik      | Reprezentacja | Rezultat | Miejsce | Data        |
| -------------- | ------------- | ------------- | -------- | ------- | ----------- |
| Pchnięcie kulą | Valerie Adams | Nowa Zelandia | 20,98    | Zurych  | 28 sierpnia |

##### Stadion

###### Mężczyźni
| Konkurencja  | Zawodnik       | Reprezentacja | Rezultat | Miejsce    | Data    |
| ------------ | -------------- | ------------- | -------- | ---------- | ------- |
| Rzut dyskiem | Benn Harradine | Australia     | 68,20    | Townsville | 10 maja |

###### Kobiety
| Konkurencja | Zawodnik | Reprezentacja | Rezultat | Miejsce | Data |
| ----------- | -------- | ------------- | -------- | ------- | ---- |

#### Azja

##### Hala

###### Mężczyźni
| Konkurencja | Zawodnik           | Reprezentacja | Rezultat | Miejsce | Data     |
| ----------- | ------------------ | ------------- | -------- | ------- | -------- |
| Skok wzwyż  | Mutazz Isa Barszim | Katar         | 2,37     | Moskwa  | 3 lutego |
| Trójskok    | Dong Bin           | Chiny         | 17,16    | Nankin  | 7 marca  |

###### Kobiety
| Konkurencja | Zawodnik | Reprezentacja | Rezultat | Miejsce | Data |
| ----------- | -------- | ------------- | -------- | ------- | ---- |

##### Stadion

###### Mężczyźni
| Konkurencja    | Zawodnik           | Reprezentacja | Rezultat | Miejsce | Data      |
| -------------- | ------------------ | ------------- | -------- | ------- | --------- |
| Skok wzwyż     | Mutazz Isa Barszim | Katar         | 2,40     | Eugene  | 1 czerwca |
| Bieg na 5000 m | Albert Rop         | Bahrajn       | 12:51,96 | Monako  | 19 lipca  |

###### Kobiety
| Konkurencja    | Zawodnik  | Reprezentacja | Rezultat | Miejsce  | Data        |
| -------------- | --------- | ------------- | -------- | -------- | ----------- |
| Rzut oszczepem | Lü Huihui | Chiny         | 65,62    | Zhaoqing | 27 kwietnia |
| Skok o tyczce  | Li Ling   | Chiny         | 4,65     | Shenyang | 8 września  |

#### Europa

##### Hala

###### Mężczyźni
| Konkurencja | Zawodnik | Reprezentacja | Rezultat | Miejsce | Data |
| ----------- | -------- | ------------- | -------- | ------- | ---- |

###### Kobiety
| Konkurencja                   | Zawodnik      | Reprezentacja | Rezultat | Miejsce   | Data        |
| ----------------------------- | ------------- | ------------- | -------- | --------- | ----------- |
| Bieg na 2000 m z przeszkodami | Marija Bykowa | Rosja         | 6:05,29  | Biełgorod | 22 stycznia |

##### Stadion

###### Mężczyźni
| Konkurencja                   | Zawodnik                    | Reprezentacja   | Rezultat | Miejsce | Data     |
| ----------------------------- | --------------------------- | --------------- | -------- | ------- | -------- |
| Bieg na 3000 m z przeszkodami | Mahiedine Mekhissi-Benabbad | Francja         | 8:00,09  | Paryż   | 6 lipca  |
| Bieg na 1500 m                | Mohamed Farah               | Wielka Brytania | 3:28,81  | Monako  | 19 lipca |

###### Kobiety
| Konkurencja                | Zawodnik             | Reprezentacja   | Rezultat | Miejsce    | Data       |
| -------------------------- | -------------------- | --------------- | -------- | ---------- | ---------- |
| Bieg na 200 m przez płotki | Perri Shakes-Drayton | Wielka Brytania | 25,74    | Manchester | 25 maja    |
| Bieg na 300 m przez płotki | Zuzana Hejnová       | Czechy          | 38,16    | Cheb       | 3 sierpnia |

## Tabele światowe

### Sezon halowy
Poniższe tabele prezentują najlepsze rezultaty uzyskane w poszczególnych konkurencjach w sezonie halowym 2012.

#### Mężczyźni
| Konkurencja               | Rezultat  | Zawodnik                                                                    |
| ------------------------- | --------- | --------------------------------------------------------------------------- |
| Bieg na 50 m              | 5,79      | Cordero Gray                                                                |
| Bieg na 55 m              | 6,19      | Rondel Sorrillo                                                             |
| Bieg na 60 m              | 6,48      | Jimmy Vicaut                                                                |
| Bieg na 200 m             | 20,37     | Ameer Webb                                                                  |
| Bieg na 300 m             | 32,48     | Lalonde Gordon                                                              |
| Bieg na 400 m             | 45,15     | Deon Lendore                                                                |
| Bieg na 600 m             | 1:15,42OT | Casimir Loxsom                                                              |
| Bieg na 800 m             | 1:45,05   | Mohammed Aman                                                               |
| Bieg na 1000 m            | 2:17,05   | Ayanleh Souleiman                                                           |
| Bieg na 1500 m            | 3:34,78+  | Galen Rupp                                                                  |
| Bieg na milę              | 3:50,92   | Galen Rupp                                                                  |
| Bieg na 3000 m            | 7:30,16   | Galen Rupp                                                                  |
| Bieg na 5000 m            | 13:07,00  | Lopez Lomong                                                                |
| Bieg na 55 m przez płotki | 7,10      | Eddie Lovett                                                                |
| Bieg na 60 m przez płotki | 7,49      | Siergiej Szubienkow                                                         |
| Sztafeta 4 × 400 m        | 3:03,50   | University of Arkansas Marek Niit Neill Braddy Caleb Cross Akheem Gauntlett |
| Chód na 5000 m            | 18:28,54  | Igor Jerochin                                                               |
| Skok wzwyż                | 2,37      | Mutazz Isa Barszim                                                          |
| Skok o tyczce             | 6,01      | Renaud Lavillenie                                                           |
| Skok w dal                | 8,31      | Aleksandr Mieńkow                                                           |
| Trójskok                  | 17,70     | Daniele Greco                                                               |
| Pchnięcie kulą            | 22,03     | Ryan Whiting                                                                |
| Rzut ciężarkiem           | 23,69     | Alexander Ziegler                                                           |
| Siedmiobój                | 6372 pkt. | Eelco Sintnicolaas                                                          |

#### Kobiety
| Konkurencja               | Rezultat   | Zawodnik                                                                               |
| ------------------------- | ---------- | -------------------------------------------------------------------------------------- |
| Bieg na 55 m              | 6,73       | Sheri-Ann Brooks                                                                       |
| Bieg na 60 m              | 6,99       | Murielle Ahouré                                                                        |
| Bieg na 200 m             | 22,54      | Kimberlyn Duncan                                                                       |
| Bieg na 300 m             | 36,76      | Ksienija Ustałowa                                                                      |
| Bieg na 400 m             | 50,85      | Perri Shakes-Drayton                                                                   |
| Bieg na 600 m             | 1:23,59    | Alysia Johnson                                                                         |
| Bieg na 800 m             | 1:59,58    | Jekatierina Kupina                                                                     |
| Bieg na 1000 m            | 2:36,97    | Jekatierina Poistogowa                                                                 |
| Bieg na 1500 m            | 3:58,40    | Abeba Aregawi                                                                          |
| Bieg na milę              | 4:27,02    | Sheila Reid                                                                            |
| Bieg na 3000 m            | 8:26,95    | Genzebe Dibaba                                                                         |
| Bieg na 5000 m            | 15:21,66OT | Betsy Saina                                                                            |
| Bieg na 55 m przez płotki | 6,67       | Katie Grimes                                                                           |
| Bieg na 60 m przez płotki | 7,78       | Brianna Rollins                                                                        |
| Sztafeta 4 × 400 m        | 3:27,56    | Wielka Brytania · Eilidh Child · Shana Cox · Christine Ohuruogu · Perri Shakes-Drayton |
| Chód na 3000 m            | 11:57,86   | Olga Kaniskina                                                                         |
| Skok wzwyż                | 2,00       | Alessia Trost                                                                          |
| Skok o tyczce             | 5,02       | Jennifer Suhr                                                                          |
| Skok w dal                | 7,01       | Darja Kliszyna                                                                         |
| Trójskok                  | 14,88      | Olha Saładucha                                                                         |
| Pchnięcie kulą            | 20,98      | Valerie Adams                                                                          |
| Rzut ciężarkiem           | 24,70      | Gwen Berry                                                                             |
| Pięciobój                 | 4851 pkt.  | Jekatierina Bolszowa                                                                   |

### Sezon letni
Poniższe tabele prezentują najlepsze rezultaty uzyskane w poszczególnych konkurencjach w sezonie letnim 2013.

#### Mężczyźni
| Konkurencja                   | Rezultat  | Zawodnik                                                                       |
| ----------------------------- | --------- | ------------------------------------------------------------------------------ |
| Bieg na 100 m                 | 9,75      | Tyson Gay                                                                      |
| Bieg na 200 m                 | 19,66     | Usain Bolt                                                                     |
| Bieg na 300 m                 | 31,97     | Rusheen McDonald                                                               |
| Bieg na 400 m                 | 43,74     | LaShawn Merritt                                                                |
| Bieg na 600 m                 | 1:13,28   | Duane Solomon                                                                  |
| Bieg na 800 m                 | 1:42,37   | Mohammed Aman                                                                  |
| Bieg na 1000 m                | 2:15,77   | Ayanleh Souleiman                                                              |
| Bieg na 1500 m                | 3:27,72   | Asbel Kiprop                                                                   |
| Bieg na milę                  | 3:49,48   | Silas Kiplagat                                                                 |
| Bieg na 3000 m                | 7:30,36   | Hagos Gebrhiwet                                                                |
| Bieg na 5000 m                | 12:51,34  | Edwin Soi                                                                      |
| Bieg na 10 000 m              | 26:51,02  | Dejen Gebremeskel                                                              |
| Bieg na 10 km                 | 27:30     | Adugna Bikila                                                                  |
| Półmaraton                    | 58:41     | Bernard Koech                                                                  |
| Maraton                       | 2:03:23   | Wilson Kipsang Kiprotich                                                       |
| Bieg na 3000 m z przeszkodami | 7:59,03   | Ezekiel Kemboi                                                                 |
| Bieg na 110 m przez płotki    | 13,00     | David Oliver                                                                   |
| Bieg na 400 m przez płotki    | 47,69     | Jehue Gordon                                                                   |
| Sztafeta 4 x 100 m            | 37,36     | Jamajka · Nesta Carter · Kemar Bailey-Cole · Nickel Ashmeade · Usain Bolt      |
| Sztafeta 4 x 400 m            | 2:58,71   | Stany Zjednoczone · David Verburg · Tony McQuay · Arman Hall · LaShawn Merritt |
| Chód na 10 km                 | 39:28     | Andrij Kowenko                                                                 |
| Chód na 20 km                 | 1:18:28   | Piotr Trofimow                                                                 |
| Chód na 50 km                 | 3:37:56   | Robert Heffernan                                                               |
| Skok wzwyż                    | 2,41      | Bohdan Bondarenko                                                              |
| Skok o tyczce                 | 6,02      | Renaud Lavillenie                                                              |
| Skok w dal                    | 8,56      | Aleksandr Mieńkow                                                              |
| Trójskok                      | 18,04     | Teddy Tamgho                                                                   |
| Pchnięcie kulą                | 22,28     | Ryan Whiting                                                                   |
| Rzut dyskiem                  | 71,84     | Piotr Małachowski                                                              |
| Rzut młotem                   | 82,40     | Krisztián Pars                                                                 |
| Rzut oszczepem                | 89,03     | Tero Pitkämäki                                                                 |
| Dziesięciobój                 | 8809 pkt. | Ashton Eaton                                                                   |

#### Kobiety
| Konkurencja                   | Rezultat  | Zawodnik                                                                                 |
| ----------------------------- | --------- | ---------------------------------------------------------------------------------------- |
| Bieg na 100 m                 | 10,71     | Shelly-Ann Fraser-Pryce                                                                  |
| Bieg na 200 m                 | 22,13     | Shelly-Ann Fraser-Pryce                                                                  |
| Bieg na 300 m                 | 37,04     | Blessing Okagbare                                                                        |
| Bieg na 400 m                 | 49,33     | Amantle Montsho                                                                          |
| Bieg na 800 m                 | 1:56,72   | Francine Niyonsaba                                                                       |
| Bieg na 1000 m                | 2:35,43   | Nelly Jepkosgei                                                                          |
| Bieg na 1500 m                | 3:56,60   | Abeba Aregawi                                                                            |
| Bieg na milę                  | 4:28,50   | Nancy Langat                                                                             |
| Bieg na 3000 m                | 8:30,29   | Meseret Defar                                                                            |
| Bieg na 5000 m                | 14:23,68  | Tirunesh Dibaba                                                                          |
| Bieg na 10 000 m              | 30:08,06  | Meseret Defar                                                                            |
| Bieg na 10 km                 | 30:30     | Tirunesh Dibaba                                                                          |
| Półmaraton                    | 65:45     | Priscah Jeptoo                                                                           |
| Maraton                       | 2:19:57   | Rita Jeptoo                                                                              |
| Bieg na 2000 m z przeszkodami | 6:12,0h   | Rosefline Chepngetich                                                                    |
| Bieg na 3000 m z przeszkodami | 9:11,65   | Milcah Chemos Cheywa                                                                     |
| Bieg na 100 m przez płotki    | 12,26     | Brianna Rollins                                                                          |
| Bieg na 300 m przez płotki    | 38,16     | Zuzana Hejnová                                                                           |
| Bieg na 400 m przez płotki    | 52,83     | Zuzana Hejnová                                                                           |
| Sztafeta 4 x 100 m            | 41,29     | Jamajka · Carrie Russell · Kerron Stewart · Schillonie Calvert · Shelly-Ann Fraser-Pryce |
| Sztafeta 4 x 400 m            | 3:20,19   | Rosja · Julija Guszczina · Tatjana Firowa · Ksienija Ryżowa · Antonina Kriwoszapka       |
| Chód na 10 000 m              | 42:32,74  | Júlia Takács                                                                             |
| Chód na 10 km                 | 43:53     | Federica Ferraro                                                                         |
| Chód na 20 km                 | 1:25:49   | Jelena Łaszmanowa                                                                        |
| Skok wzwyż                    | 2,04      | Brigetta Barrett                                                                         |
| Skok o tyczce                 | 4,91      | Jennifer Suhr                                                                            |
| Skok w dal                    | 7,25      | Brittney Reese                                                                           |
| Trójskok                      | 14,85     | Olha Saładucha                                                                           |
| Pchnięcie kulą                | 20,90     | Valerie Adams                                                                            |
| Rzut dyskiem                  | 68,96     | Sandra Perković                                                                          |
| Rzut młotem                   | 78,80     | Tatjana Łysienko                                                                         |
| Rzut oszczepem                | 70,53     | Marija Abakumowa                                                                         |
| Siedmiobój                    | 6623 pkt. | Tatjana Czernowa                                                                         |

## Nagrody

### Mężczyźni
| Plebiscyt                           | Zwycięzca         |
| ----------------------------------- | ----------------- |
| IAAF World Athlete of the Year      | Usain Bolt        |
| Track & Field Athlete of the Year   | Bohdan Bondarenko |
| European Athlete of the Year Trophy | Bohdan Bondarenko |
| European Athletics Rising Star      | Emir Bekrić       |

### Kobiety
| Plebiscyt                           | Zwycięzca               |
| ----------------------------------- | ----------------------- |
| IAAF World Athlete of the Year      | Shelly-Ann Fraser-Pryce |
| Track & Field Athlete of the Year   | Valerie Adams           |
| European Athlete of the Year Trophy | Zuzana Hejnová          |
| European Athletics Rising Star      | Aníta Hinriksdóttir     |

## Dyskwalifikacje za doping
Lekkoatleci, których dyskwalifikacje zostały zatwierdzone przez IAAF w roku 2013.
| Imię i nazwisko             | Początek dyskwalifikacji | Koniec dyskwalifikacji     | Źródło               |
| --------------------------- | ------------------------ | -------------------------- | -------------------- |
| Vivian Chukwuemeka          | 12 lipca 2012            | dożywotnia dyskwalifikacja | [ 75 ]               |
| Diego Palomeque             | 12 sierpnia 2012         | 11 sierpnia 2014           | [ 75 ]               |
| Olesia Syriewa              | 1 lutego 2013            | 31 stycznia 2015           | [ 76 ]               |
| Julija Rusanowa             | 28 stycznia 2013         | 27 stycznia 2015           | [ 76 ]               |
| Simret Restle               | 29 maja 2012             | 28 maja 2014               | [ 76 ]               |
| Steve Mullings              | 24 czerwca 2011          | dożywotnia dyskwalifikacja | [ 77 ]               |
| Jurij Biłonoh               | 27 marca 2013            | 26 marca 2015              | [ 78 ]               |
| Jelena Czurakowa            | 21 lutego 2013           | 20 lutego 2015             | [ 78 ]               |
| Swietłana Kriwielowa        | 2 kwietnia 2013          | 1 kwietnia 2015            | [ 78 ]               |
| Iryna Jatczanka             | 2 kwietnia 2013          | 1 kwietnia 2015            | [ 78 ]               |
| Shawn Crawford              | 17 kwietnia 2013         | 16 kwietnia 2015           | [ 78 ]               |
| / Aliszer Jeszbiekow        | 19 grudnia 2012          | 18 grudnia 2014            | [ 78 ]               |
| Jelena Arżakowa             | 29 stycznia 2013         | 28 stycznia 2015           | [ 79 ]               |
| Darja Piszczalnikowa        | 2 listopada 2012         | 1 listopada 2022           | [ 80 ]               |
| Wioletta Kryza              | 22 lipca 2012            | 21 lipca 2020              | [ 79 ]               |
| Tsholofelo Thipe            | 14 sierpnia 2012         | 13 sierpnia 2014           | [ 79 ]               |
| Tameka Williams             | 21 lipca 2013            | 20 lipca 2015              | [ 79 ]               |
| Hassan Hirt                 | 17 grudnia 2012          | 16 grudnia 2014            | [ 79 ]               |
| Dimitrios Chondrokukis      | 27 lipca 2012            | 26 lipca 2014              | [ 80 ]               |
| Siti Zubaidah Adabi         | 24 maja 2013             | 23 maja 2015               | [ 80 ]               |
| Jekatierina Ziuganowa       | 13 marca 2013            | 12 marca 2015              | [ 80 ]               |
| Marina Buczelnikowa         | 21 lutego 2013           | 20 lutego 2015             | [ 80 ]               |
| Pauline Njeri Kahenya       | 22 kwietnia 2013         | 21 kwietnia 2014           | [ 80 ]               |
| Esther Akinsulie            | 8 lutego 2013            | 7 sierpnia 2013            | [ 81 ]               |
| Hussein Awada               | 21 stycznia 2013         | 20 stycznia 2015           | [ 81 ]               |
| Andrej Michniewicz          | 26 grudnia 2012          | dożywotnia dyskwalifikacja | [ 81 ]               |
| Andrej Warancou             | 28 lutego 2013           | 27 lutego 2017             | [ 81 ]               |
| Nilgün Öztürk               | 3 lipca 2013             | 2 lipca 2015               | [ 81 ]               |
| Ali Ekber Kayaş             | 3 lipca 2013             | 2 lipca 2015               | [ 81 ]               |
| Dominique Blake             | 13 czerwca 2013          | 12 czerwca 2019            | [ 81 ] [ 82 ] [ 83 ] |
| Sun Lu                      | 28 grudnia 2012          | 27 grudnia 2014            | [ 81 ]               |
| Ali Ammar                   | 12 grudnia 2012          | 11 grudnia 2014            | [ 81 ]               |
| Gökçe Çelenk                | 14 czerwca 2013          | 13 czerwca 2015            | [ 81 ]               |
| Gülsüm Özdemir              | 7 czerwca 2013           | 6 czerwca 2015             | [ 81 ]               |
| Jarrod Bannister            | 19 czerwca 2013          | 18 lutego 2015             | [ 84 ]               |
| Emrah Çoban                 | 9 maja 2013              | 8 maja 2015                | [ 84 ]               |
| Alice Decaux                | 7 sierpnia 2013          | 6 lutego 2014              | [ 84 ]               |
| Oleg Istominow              | 15 czerwca 2013          | 14 czerwca 2015            | [ 84 ]               |
| Jewgienija Sołowjowa        | 21 lutego 2013           | 20 sierpnia 2013           | [ 84 ]               |
| Olena Żuszman               | 26 lipca 2013            | 25 kwietnia 2014           | [ 84 ]               |
| Ludmyła Josypenko           | 27 marca 2013            | 26 marca 2017              | [ 84 ]               |
| Igor Jerochin               | 25 lutego 2011           | dożywotnia dyskwalifikacja | [ 84 ]               |
| Daniela Alonso              | 25 lipca 2013            | 24 lipca 2015              | [ 84 ]               |
| Anna Awdiejewa              | 5 sierpnia 2013          | 4 sierpnia 2015            | [ 84 ]               |
| Ołeksandr Dryhol            | 23 sierpnia 2013         | 22 sierpnia 2015           | [ 84 ]               |
| Ajman Kożachmetowa          | 12 września 2013         | 11 września 2015           | [ 84 ]               |
| Jelizaweta Bryzhina         | 28 sierpnia 2013         | 27 sierpnia 2015           | [ 84 ]               |
| Roman Awramenko             | 29 sierpnia 2013         | 28 sierpnia 2015           | [ 84 ]               |
| Ýelena Rýabowa              | 23 sierpnia 2013         | 24 sierpnia 2015           | [ 84 ]               |
| Jeremias Saloj              | 29 sierpnia 2013         | 28 sierpnia 2015           | [ 84 ]               |
| Ołena Antonowa              | 23 lipca 2013            | 22 lipca 2015              | [ 84 ]               |
| Zalina Marghieva            | 24 lipca 2013            | 23 lipca 2015              | [ 84 ]               |
| Kiriłł Ikonnikow            | 2 listopada 2012         | 1 listopada 2014           | [ 84 ]               |
| Simona Maxim                | 8 sierpnia 2013          | 7 sierpnia 2017            | [ 84 ]               |
| Jillian Camarena-Williams   | 1 lipca 2013             | 23 lutego 2014             | [ 85 ]               |
| Jewgienija Daniłowa         | 3 października 2013      | 2 października 2015        | [ 85 ]               |
| Olga Gołowkina              | 2 sierpnia 2013          | 1 sierpnia 2015            | [ 85 ]               |
| Jekatierina Miedwiediewa    | 13 czerwca 2013          | 12 czerwca 2015            | [ 85 ]               |
| Tezdżan Naimowa             | 17 września 2013         | dożywotnia dyskwalifikacja | [ 85 ]               |
| Dzmitry Siwakou             | 4 lipca 2013             | 3 lipca 2015               | [ 85 ]               |
| Rui Teixeira                | 5 grudnia 2012           | 4 grudnia 2014             | [ 85 ]               |
| Igor Winiczenko             | 13 marca 2013            | 12 marca 2015              | [ 85 ]               |
| Marija Jakowienko           | 8 sierpnia 2013          | 7 sierpnia 2015            | [ 85 ]               |
| Cecilia Dzul                | 24 kwietnia 2013         | 23 kwietnia 2015           | [ 86 ]               |
| Jekatierina Iszowa          | 23 października 2013     | 22 października 2015       | [ 86 ]               |
| Jelizawieta Grieczisznikowa | 16 października 2013     | 15 października 2015       | [ 86 ]               |
| Julija Białykina            | 25 lipca 2013            | 24 lipca 2015              | [ 86 ]               |
| Ebrahim Rahimian            | 4 września 2013          | 3 września 2015            | [ 86 ]               |
| Roxana Bârcă                | 4 września 2013          | 3 września 2015            | [ 86 ]               |
| Pawieł Karawajew            | 26 lutego 2013           | 25 lutego 2015             | [ 86 ]               |
| Ahmad Hazer                 | 27 lipca 2013            | 26 lipca 2015              | [ 86 ]               |

## Zgony
| Imię i nazwisko      | Wiek  | Data śmierci            | Źródło               |
| -------------------- | ----- | ----------------------- | -------------------- |
| Ann-Britt Leyman     | 90    | 5 stycznia(dts) br      | [ 87 ]               |
| Karl-Erik Israelsson | 83    | 10 stycznia(dts) br     | [ 88 ]               |
| John Thomas          | 71    | 15 stycznia(dts) br     | [ 89 ]               |
| Lennart Carlsson     | 80    | 16 stycznia(dts) br     | [ 90 ]               |
| Noé Hernández        | 34    | 16 stycznia(dts) br     | [ 91 ] [ 92 ]        |
| Samson Kimobwa       | 57    | 16 stycznia(dts) br     | [ 93 ] [ 94 ] [ 95 ] |
| Abderrahim Goumri    | 36    | 19 stycznia(dts) br     | [ 96 ] [ 97 ] [ 98 ] |
| Charlie Capozzoli    | 81    | 22 stycznia(dts) br     | [ 99 ]               |
| Éva Tóth             | 60    | 30 stycznia(dts) br     | [ 100 ]              |
| Alfred Sosgórnik     | 79    | 8 lutego(dts) br        | [ 101 ]              |
| Motsapi Moorosi      | 67    | 8 lutego(dts) br        | [ 102 ]              |
| Cummin Clancy        | 90    | 15 lutego(dts) br       | [ 103 ]              |
| Roine Karlsson       | 69    | 17 lutego(dts) br       | [ 104 ]              |
| Benedykt Michałowski | 55    | 21 lutego(dts) br       | [ 105 ]              |
| Hartmut Briesenick   | 63    | 8 marca(dts) br         | [ 106 ]              |
| Helga Arendt         | 49    | 11 marca(dts) br        | [ 107 ]              |
| Quita Shivas         | 87    | 18 marca(dts) br        | [ 108 ]              |
| Pietro Mennea        | 60    | 21 marca(dts) br        | [ 109 ]              |
| Jean Desforges       | 83    | 25 marca(dts) br        | [ 110 ]              |
| Ronnie Ray Smith     | 64    | 31 marca(dts) br        | [ 111 ]              |
| Angela Voigt         | 61    | 11 kwietnia(dts) br     | [ 112 ]              |
| Hans-Joachim Walde   | 70    | 18 kwietnia(dts) br     | [ 113 ]              |
| Stan Vickers         | 80    | 19 kwietnia(dts) br     | [ 114 ]              |
| Pedro Apellániz      | 89    | 22 kwietnia(dts) br     | [ 115 ]              |
| Edward Szklarczyk    | 71    | 26 kwietnia(dts) br     | [ 116 ] [ 117 ]      |
| Mariana Zachariadi   | 23    | 29 kwietnia(dts) br     | [ 118 ] [ 119 ]      |
| John Vislocky        | 92    | 2 maja(dts) br          | [ 120 ]              |
| Ottavio Missoni      | 92    | 9 maja(dts) br          | [ 121 ]              |
| Maurice Marshall     | 86    | 16 maja(dts) br         | [ 122 ]              |
| Dominik Sucheński    | 86    | 20 maja(dts) br         | [ 123 ]              |
| Brian Sternberg      | 69    | 23 maja(dts) br         | [ 124 ]              |
| Arquímedes Herrera   | 77    | 30 maja(dts) br         | [ 125 ]              |
| Amelia Wershoven     | 82    | 7 czerwca(dts) br       | [ 126 ]              |
| Donna Hartley        | 58    | 7 czerwca(dts) br       | [ 127 ]              |
| Laslo Babits         | 55    | 12 czerwca(dts) br      | [ 128 ]              |
| Elżbieta Wagner      | 82    | 18 czerwca(dts) br      | [ 129 ]              |
| Jan Jaskólski        | 73    | 22 czerwca(dts) br      | [ 130 ] [ 131 ]      |
| Sandra Knott         | 75    | 26 czerwca(dts) br      | [ 132 ]              |
| Alain Mimoun         | 92    | 27 czerwca(dts) br      | [ 133 ]              |
| Donald Bonham        | 95    | 29 czerwca(dts) br      | [ 134 ]              |
| Jerzy Kuszakiewicz   | 99    | 30 czerwca(dts) br      | [ 135 ]              |
| Meskerem Legesse     | 26    | 15 lipca(dts) br        | [ 136 ]              |
| Todd Bennett         | 51    | 16 lipca(dts) br        | [ 137 ]              |
| Gordon McKenzie      | 86    | 19 lipca(dts) br        | [ 138 ]              |
| Dawid Tabak          | 84    | 21 lipca(dts) br        | [ 139 ] [ 140 ]      |
| Hubert Gralka        | 90    | 25 lipca(dts) br        | [ 141 ]              |
| Wacław Kuźmicki      | 92    | 19 sierpnia(dts) br     | [ 142 ]              |
| Janina Kalina        | 64    | 24 sierpnia(dts) br     | [ 143 ] [ 144 ]      |
| Alicja Miguła        | 79/80 | 24 sierpnia(dts) br     | [ 145 ]              |
| Jurij Isakow         | 63    | 29 września(dts) br     | [ 146 ]              |
| Basil Dickinson      | 98    | 7 października(dts) br  | [ 147 ]              |
| Wiktor Cybułenko     | 83    | 19 października(dts) br | [ 148 ]              |
| Albie Thomas         | 78    | 27 października(dts) br | [ 149 ]              |
| Jadwiga Janowska     | 99    | 2 listopada(dts) br     | [ 150 ]              |
| Zdobysław Stradowski | 77    | 30 listopada(dts) br    | [ 151 ]              |
| Wilbur Thompson      | 92    | 25 grudnia(dts) br      | [ 152 ]              |

## Koniec kariery
| Imię i nazwisko           | Wiek | Źródło                  |
| ------------------------- | ---- | ----------------------- |
| Monika Pyrek              | 32   | [ 153 ]                 |
| Scott Russell             | 33   | [ 154 ]                 |
| Felix Limo                | 32   | [ 155 ]                 |
| Mara Yamauchi             | 39   | [ 156 ]                 |
| Ingalena Heuck            | 26   | [ 157 ]                 |
| Olive Loughnane           | 37   | [ 158 ]                 |
| Nathan Deakes             | 37   | [ 159 ]                 |
| Tia Hellebaut             | 35   | [ 160 ] [ 161 ]         |
| Marcel van der Westen     | 36   | [ 162 ]                 |
| Julia Hütter              | 29   | [ 163 ]                 |
| André Niklaus             | 31   | [ 164 ]                 |
| Mbulaeni Mulaudzi         | 32   | [ 165 ]                 |
| Roman Šebrle              | 38   | [ 166 ]                 |
| Marlon Devonish           | 37   | [ 167 ]                 |
| Chandra Sturrup           | 41   | [ 168 ]                 |
| Lidia Chojecka            | 36   | [ 169 ]                 |
| Anna Jakubczak            | 40   | [ 169 ]                 |
| Marcin Nowak              | 35   | [ 169 ]                 |
| Marcin Jędrusiński        | 31   | [ 169 ]                 |
| Tatjana Lebiediewa        | 37   | [ 170 ]                 |
| Dwight Phillips           | 35   | [ 171 ]                 |
| Sachith Maduranga         | 23   |                         |
| Petr Svoboda              | 29   | [ 172 ] [ 173 ] [ 174 ] |
| Perdita Felicien          | 33   | [ 175 ] [ 176 ]         |
| Natala Dobrynśka          | 31   | [ 177 ]                 |
| Olli-Pekka Karjalainen    | 33   | [ 178 ]                 |
| Věra Pospíšilová-Cechlová | 34   | [ 179 ] [ 180 ]         |
| Lauryn Williams           | 31   | [ 181 ]                 |